# 2010 FIFA World Cup
2010 FIFA World Cup è il videogioco ufficiale dei Mondiali di calcio 2010, tenutosi in Sudafrica. È stato pubblicato da Electronic Arts il 27 aprile 2010 negli Stati Uniti d'America ed in Australia, il 30 aprile in Europa.
La versione demo è disponibile per le versioni PlayStation 3 e Xbox 360 dall'8 aprile 2010. Essa include soltanto la nazionale italiana e quella spagnola.

## Descrizione
Sono presenti tutte le 199 nazionali che hanno partecipato alle qualificazioni mondiali e tutti i 10 stadi della manifestazione. Quindi, un giocatore può scegliere se giocare con una nazionale o partendo dalle qualificazioni oppure direttamente partendo dalla fase finale del Mondiale. Inoltre, si può giocare un mondiale con altri 32 utenti online.
Rispetto a FIFA 10 ci sono più di 100 miglioramenti, come una migliore distribuzione delle luci, un aumento dell'intelligenza dei portieri, le panchine piene, una modalità tutta nuova di calciare i rigori in cui si dovrà tenere conto della freddezza del giocatore al momento del tiro. Altre novità sono, per esempio, il fatto che i giocatori risentono dell'altitudine e si stancano prima di quanto facessero in FIFA 2010, lo svantaggio nei confronti degli utenti di giocare in trasferta (per esempio, a causa del calore dei tifosi, nazionali come Inghilterra o Germania risultano difficili da battere in casa, ma battibili fuori casa).
Ci sono anche delle novità prese dal gioco ufficiale degli Europei, UEFA Euro 2008: la prima è l'inquadratura ai giocatori in campo, la seconda è il ritorno della Modalità Guida La Tua Nazione, in cui potremmo scegliere anche di portare il nostro Giocatore Virtuale di FIFA 10 in FIFA World Cup 2010. Modalità ripresa mescolando 2006 FIFA World Cup e UEFA Euro 2008, è la Storia Delle Qualificazioni, in cui, appunto, si può riscrivere la storia di 55 partite di qualificazione, più altre partite di Mondiali passati.

## Telecronaca
La telecronaca italiana è affidata a Fabio Caressa e Giuseppe Bergomi, telecronisti anche del gioco FIFA 10 ed altri titoli della serie FIFA.

## Squadre presenti
Le seguenti squadre hanno tutte la licenza ufficiale.
- Afghanistan
- Albania
- Algeria
- Samoa Americane
- Andorra
- Angola
- Anguilla
- Antille Olandesi
- Argentina [Naz 1]
- Armenia
- Aruba
- Australia [Naz 1]
- Austria
- Azerbaigian
- Bahamas
- Bahrein
- Bangladesh
- Barbados
- Bielorussia
- Belgio
- Belize
- Benin
- Bermuda
- Bolivia
- Bosnia ed Erzegovina
- Botswana
- Brasile [Naz 1]
- Isole Vergini Britanniche
- Bulgaria
- Burkina Faso
- Burundi
- Cambogia
- Camerun
- Canada
- Capo Verde
- Isole Cayman
- Ciad
- Cile [Naz 1]
- Cina
- Taiwan
- Colombia
- Comore
- Rep. del Congo
- RD del Congo
- Isole Cook
- Costa Rica
- Costa d'Avorio
- Croazia [Naz 1]
- Cuba
- Cipro
- Rep. Ceca
- Danimarca
- Gibuti
- Dominica
- Rep. Dominicana
- Ecuador
- Egitto
- El Salvador
- Inghilterra [Naz 1]
- Guinea Equatoriale
- Estonia
- Etiopia
- Fær Øer
- Figi
- Finlandia
- Francia [Naz 1]
- Gabon
- Galles
- Gambia
- Georgia
- Germania [Naz 1]
- Ghana
- Grecia [Naz 1]
- Grenada
- Guatemala
- Guinea
- Guinea-Bissau
- Guyana
- Haiti
- Honduras
- Hong Kong
- Ungheria
- Islanda
- India
- Indonesia
- Iran
- Iraq
- Irlanda [Naz 1]
- Israele
- Italia [Naz 1]
- Giamaica
- Giappone [Naz 1]
- Giordania
- Kazakistan
- Kenya
- Corea del Nord [Naz 1]
- Corea del Sud [Naz 1]
- Kuwait
- Kirghizistan
- Lettonia
- Libano
- Lesotho
- Liberia
- Libia
- Liechtenstein
- Lituania
- Lussemburgo
- Macao
- Macedonia
- Madagascar
- Malawi
- Malaysia
- Maldive
- Mali
- Malta
- Mauritania
- Mauritius
- Messico [Naz 1]
- Moldavia
- Mongolia
- Montenegro
- Montserrat
- Marocco
- Mozambico
- Birmania
- Namibia
- Nepal
- Paesi Bassi [Naz 1]
- Antille Olandesi
- Nuova Caledonia
- Nuova Zelanda
- Nicaragua
- Nigeria
- Nigeria
- Irlanda del Nord [Naz 1]
- Norvegia
- Oman
- Pakistan
- Palau
- Panama
- Paraguay
- Perù
- Polonia
- Portogallo [Naz 1]
- Porto Rico
- Qatar
- Romania
- Russia
- Ruanda
- Saint Kitts e Nevis
- Saint Lucia
- Saint Vincent e Grenadine
- Samoa
- San Marino
- Arabia Saudita
- Scozia
- Senegal
- Serbia
- Seychelles
- Sierra Leone
- Singapore
- Slovacchia
- Slovenia
- Isole Salomone
- Somalia
- Sudafrica [Naz 1]
- Spagna [Naz 1]
- Sri Lanka
- Sudan
- Suriname
- eSwatini
- Svezia
- Svizzera
- Siria
- Tahiti
- Tagikistan
- Tanzania
- Thailandia
- Timor Est
- Togo
- Tonga
- Trinidad e Tobago
- Tunisia
- Turchia [Naz 1]
- Turkmenistan
- Turks e Caicos
- Isole Vergini Americane
- Uganda
- Ucraina
- Emirati Arabi Uniti
- Stati Uniti [Naz 1]
- Uruguay
- Uzbekistan
- Vanuatu
- Venezuela
- Vietnam
- Yemen
- Zambia
- Zimbabwe

1. 1 2 3 4 5 6 7 8 9 10 11 12 13 14 15 16 17 18 19 20 21 22  squadra il cui allenatore è mostrato nelle partite

Le 5 squadre inserite nei gironi di qualificazione per i mondiali ma in seguito ritiratesi sono:
- Rep. Centrafricana
- Eritrea
- São Tomé e Príncipe
- Bhutan
- Guam

Inoltre, le altre 4 squadre che non prendono assolutamente parte alle qualifiche per i mondiali sono:
- Brunei
- Laos
- Papua Nuova Guinea
- Filippine

## Colonna sonora
Il gioco contiene 28 brani da artisti da 21 paesi. Questo è l'elenco delle tracce presenti:
- "International" – Baaba Maal (Senegal)
- "Kiyakiya" – Babatunde Olatunji (Nigeria)
- "Saga" – Basement Jaxx feat. Santigold (England/United States)
- "Restless" – Buraka Som Sistema (Portugal)
- "Dipso Calypso" – Buscemi feat. Lady Cath (Belgium/Canada)
- "Wild & Raw" – Fedde le Grand feat. Stereo MCs (Netherlands/England)
- "Drumming Song" – Florence and the Machine (England)
- "The World Is All There Is" – Fool's Gold (United States)
- "Papua New Guinea" – The Future Sound of London (England)
- "Oh Yeah" – Gang of Instrumentals (South Africa)
- "Your Side" – John Forté (United States)
- "Ones Who Fly Twos Who Die" – Jonathan Boulet (Australia)
- "Winner" – Kid British (England)
- "Wavin' Flag (Coca-Cola Celebration Mix)" – K'naan (Somalia/Canada)
- "Last Rhythm" – Last Rhythm (Italy)
- "The Instrumento" – Latin Bitman (Chile)
- "Não è Proibido" – Marisa Monte (Brazil)
- "Say Hey (I Love You)" – Michael Franti & Spearhead feat. Cherine Anderson (United States/Jamaica)
- "Atomizer" – MIDIval Punditz (India)
- "In Search of" – Miike Snow (Sweden)
- "Strong Will Continue" – Nas & Damian Marley (United States/Jamaica)
- "Africa Soccer Fever" – Rocky Dawuni (Ghana)
- "Rocksteady" – Rox (England)
- "Emoriô" – Sérgio Mendes (Brazil)
- "Bring Night" – Sia (Australia)
- "Fragment Eight" – The Kenneth Bager Experience (Denmark)
- "Warm Heart of Africa" (So Shifty Remix) – The Very Best feat. Ezra Koenig (Malawi/France/United States)
- "Percussion Gun" – White Rabbits (United States)